# 神戸村 (千葉県)
神戸村（かんべむら）は、かつて千葉県安房郡に存在した村。現在の館山市の南部に位置している。
安房国一宮の安房神社は当地に所在しており、村名もこれにちなむ。

## 地理
1926年（大正15年）時点の神戸村は、南に富崎村・長尾村、東に豊房村、北に館山町・西岬村に隣接していた:1029。

## 歴史
1878年（明治11年）に郡区町村編制法が施行された際、犬石村・大神宮村・中里村・竜岡村・佐野村が連合し（連合戸長役場）、洲宮村・茂名村・藤原村・布沼村が連合した:1029。1884年（明治17年）に戸長役場の管轄変更が行われた際に、両連合（のちに神戸村となる領域）が一つの連合となり、犬石村外8か村連合戸長役場が置かれた:1029。
1889年（明治22年）、町村制の施行により大神宮村・犬石村・竜岡村・佐野村・中里村・洲宮村・茂名村・藤原村・布沼村の9か村が合併して神戸村が発足した。「神戸」の名は、大神宮村が『和名抄』にある神戸郷に当たること、安房神社の鎮座地であることに由来する。
地理的には神戸村の一角に富崎村が位置するが、生業が農業と漁業で異なることから合併はしなかった。しかし両村は町村組合を組織して:1031、神戸村大神宮に組合役場を置いた:1031。1893年（明治26年）、町村組合は解消された:1031。

### 行政区画・自治体沿革
- 1889年（明治22年）4月1日 - 町村制の施行により大神宮村、犬石村、竜岡村、佐野村、中里村、洲宮村、茂名村、藤原村、布沼村が合併して発足。
- 1954年（昭和29年）5月3日 - 西岬村、富崎村、豊房村、九重村、館野村とともに館山市に編入。同日神戸村廃止。

## 経済
1888年（明治21年）に記された分合取調文書によれば、農業が主産業であった。1926年（大正15年）の『安房郡誌』によれば、近年蔬菜や果樹の栽培が盛んになり、特に蔬菜の促成栽培が発展しているという:1030。また落花生栽培が盛んである:1030。

## 名所
- 安房神社[2]:1030
- 洲宮神社[2]:1030
- 平砂浦[2]:1030